# CA-130

Cajetín de identificación de la carretera CA-130

La CA-130, Cajo-El Empalme-Peñacastillo, es una carretera autonómica de Cantabria perteneciente a la Red Primaria. Tiene su origen en la intersección con la carretera N-611 situada en Cajo y su final también se sitúa en una glorieta con la mencionada N-611; ambos puntos situados en la localidad de Peñacastillo, perteneciente al término municipal de Santander por el cual discurre todo el itinerario. Su trazado es paralelo al de la N-611 en el tramo que ésta bordea La Peña por el norte en tanto que la CA-130 lo hace por el sur.
A lo largo de su recorrido enlaza con la carretera nacional N-623, de Burgos a Santander, en el barrio de El Empalme.
El tramo comprendido entre el inicio de la vía, en Cajo, la glorieta de conexión con la N-623, en El Empalme, recibe el nombre de calle Campogiro en tanto que el resto de recorrido se denomina calle El Empalme.

## Transportes
La siguiente línea de transporte público tiene paradas a lo largo de la carretera CA-130:
- Transportes Urbanos de Santander: 3 Ojaiz-Puertochico-Brisas

## Recorrido y puntos de interés
| Esquema                                                        | PK  | Sentido Peñacastillo N-611 (creciente)                         | Sentido Peñacastillo N-611 (creciente) | Sentido Peñacastillo N-611 (creciente) | Sentido Cajo N-611 (decreciente) | Sentido Cajo N-611 (decreciente) | Sentido Cajo N-611 (decreciente) | Incidencias |
| Esquema                                                        | PK  | Velocidad                                                      | Elemento                               | Salida                                 | Salida                           | Elemento                         | Velocidad                        | Incidencias |
| -------------------------------------------------------------- | --- | -------------------------------------------------------------- | -------------------------------------- | -------------------------------------- | -------------------------------- | -------------------------------- | -------------------------------- | ----------- |
|                                                                | 0,0 |                                                                |                                        | N-623 BURGOS S-10 BILBAO               | N-611 SANTANDER                  |                                  |                                  |             |
| N-611 OVIEDO                                                   | 0,0 |                                                                |                                        | N-623 BURGOS S-10 BILBAO               |                                  |                                  |                                  |             |
|                                                                | 0,0 | Campogiro                                                      |                                        |                                        |                                  |                                  |                                  |             |
|                                                                | 0,2 |                                                                |                                        | Comandancia de la Guardia Civil        | Comandancia de la Guardia Civil  |                                  |                                  |             |
|                                                                | 0,4 |                                                                |                                        | Alto de la Peña                        | Alto de la Peña                  |                                  |                                  |             |
|                                                                | 0,7 |                                                                |                                        | Centro Comercial                       | Centro Comercial                 |                                  |                                  |             |
| calle Campogiro                                                | 0,7 |                                                                |                                        |                                        |                                  |                                  |                                  |             |
|                                                                | 0,8 |                                                                |                                        | CA-130 PEÑACASTILLO                    | CA-130 CAJO Centro comercial     |                                  |                                  |             |
| A-67 TORRELAVEGA PALENCIA OVIEDO BILBAO N-623 SANTANDER BURGOS | 0,8 | A-67 TORRELAVEGA PALENCIA OVIEDO BILBAO N-623 SANTANDER BURGOS |                                        |                                        |                                  |                                  |                                  |             |
|                                                                | 0,8 | El Empalme                                                     |                                        |                                        |                                  |                                  |                                  |             |
| calle El Empalme                                               | 0,8 |                                                                |                                        |                                        |                                  |                                  |                                  |             |
|                                                                | 1,2 |                                                                |                                        | Los Llanos                             | Los Llanos                       |                                  |                                  |             |
|                                                                | 1,7 |                                                                |                                        | Peñacastillo (Iglesia)                 | Peñacastillo (Iglesia)           |                                  |                                  |             |
|                                                                | 1,7 | N-611 SANTANDER                                                | N-611 BEZANA TORRELAVEGA               |                                        |                                  |                                  |                                  |             |
| N-611 BEZANA TORRELAVEGA                                       | 1,7 | N-611 SANTANDER                                                |                                        |                                        |                                  |                                  |                                  |             |